# Speciale spoedsessie van de Algemene Vergadering van de Verenigde Naties
Een speciale spoedsessie van de Algemene Vergadering van de Verenigde Naties kan binnen de 24 uren worden ingelast als de Veiligheidsraad geen beslissing kan nemen over een kwestie omdat zijn permanente leden hun vetorecht gebruiken.

## Achtergrond
In 1950 nam de Algemene Vergadering resolutie 377 A aan, getiteld verenigen voor vrede. Hierin werd gesteld dat een falen van de Veiligheidsraad om in naam van de lidstaten in te staan voor de internationale vrede en veiligheid niets afdeed van de verantwoordelijkheid van die lidstaten voor de internationale vrede en veiligheid. Daarom werd beslist dat de Algemene Vergadering zich in zo'n geval over de kwestie zou buigen en de nodige aanbevelingen zou doen aan de lidstaten om de vrede te herstellen.
Een speciale spoedsessie kan gevraagd worden door de Veiligheidsraad als minstens zeven van diens leden toestemmen, of door een meerderheid van de VN-lidstaten. Verder wordt een spoedsessie op dezelfde wijze georganiseerd als een speciale sessie. De spoedsessies worden ook op dezelfde manier oplopend genummerd.
De meeste spoedsessies werden op enkele dagen afgehandeld. Een uitschieter is de tiende over de bouw van Israëlische nederzettingen in bezet Palestijns gebied. Deze werd in 1997 gevraagd door Qatar, maar werd in de jaren daarop keer op keer hervat. In oktober 2023 werd de tiende spoedsessie voor de negentiende keer bijeengeroepen.

## Speciale spoedsessies
| #   | datum                                                 | onderwerp | gevraagd door   |
| --- | ----------------------------------------------------- | --- | --------------- |
| 1e  | 1–10 november 1956                                    | Midden-Oosten (Suezcrisis) | Veiligheidsraad |
| 2e  | 4–10 november 1956                                    | Hongarije (Hongaarse Opstand) | Veiligheidsraad |
| 3e  | 8–21 augustus 1958                                    | Midden-Oosten (Libanoncrisis) | Veiligheidsraad |
| 4e  | 17–19 september 1960                                  | Congokwestie | Veiligheidsraad |
| 5e  | 17–18 juni 1967                                       | Midden-Oosten (Zesdaagse Oorlog)                                                                                                 | Veiligheidsraad |
| 6e  | 10–14 januari 1980                                    | situatie in Afghanistan (Afghaanse Oorlog)                                                                                       | Veiligheidsraad |
| 7e  | 22–29 juli 1980, meermaals hervat in 1982             | Palestijnse kwestie | Senegal         |
| 8e  | 13–14 september 1981                                  | Namibische kwestie (bezetting van Zuidwest-Afrika)                                                                               | Zimbabwe        |
| 9e  | 29 januari–5 februari 1982                            | situatie in de bezette Arabische gebieden (bezetting van de Golanhoogten)                                                        | Veiligheidsraad |
| 10e | april 1997, sindsdien al vaak hervat                  | illegale Israëlische handelingen in bezet Oost-Jerusalem en de rest van het bezet Palestijns gebied (Israëlische nederzettingen) | Qatar (1997)    |
| 11e | 28 februari–2 maart 2022, meermaals hervat in 2022–23 | brief van Oekraïne aan de Veiligheidsraad (invasie van Oekraïne)                                                                 | Veiligheidsraad |